# Stadion Gelora 10 November
Stadion Gelora 10 November – stadion piłkarski w Surabai, w Indonezji. Obiekt może pomieścić 30 000 widzów. Do czasu otwarcia w 2010 roku stadionu Gelora Bung Tomo na obiekcie swoje spotkania rozgrywała drużyna Persebaya Surabaja.